# Separação gravimétrica

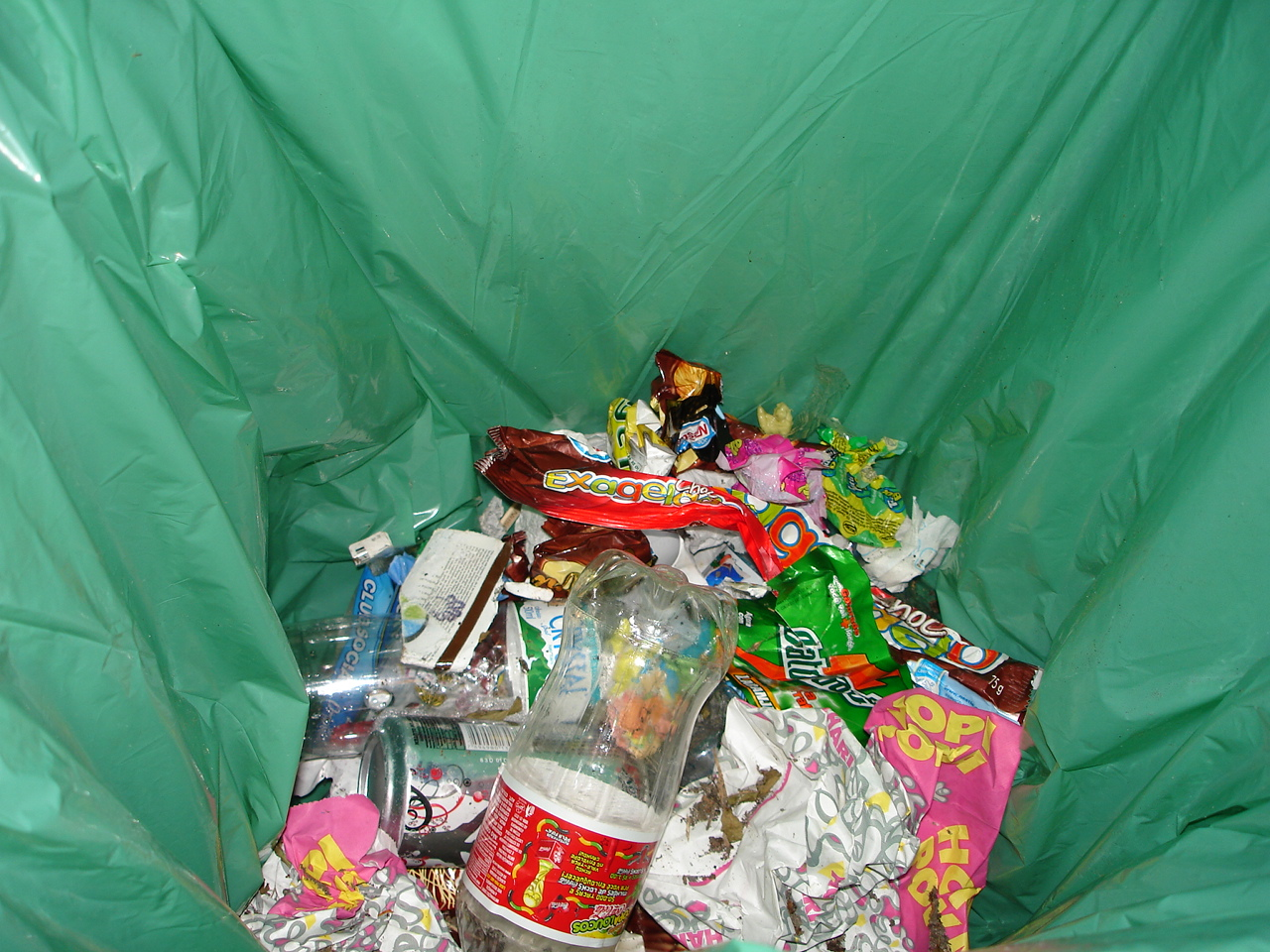

Na área ambiental de gestão de resíduos sólidos, gravimetria é um processo de amostragem no qual são coletados materiais como o papel, o papelão, o plástico, o metal, a matéria orgânica, dentre outros. Gravimetria também é conhecida como caracterização gravimétrica dos resíduos sólidos. 
Através da análise da composição deste resíduo, pode-se estimar o potencial de recuperação dos materiais encontrados, identificar fontes de geração de cada componente,facilitar a escolha do equipamento de processamento, estimar propriedades térmicas, avaliar a adesão da população a campanhas já implantadas, identificar o volume gerado de cada material, definir as possibilidades de destinação de cada parcela e o grau de periculosidade do resíduo.
A composição dos resíduos sólidos de uma localidade varia de comunidade para comunidade, de acordo com os hábitos de sua população, o número de habitantes do local, seu poder aquisitivo, as variações sazonais, o clima, o padrão de desenvolvimento, o estilo de vida, o padrão de consumo, o nível educacional, dentre outros fatores. Esta multiplicidade de fatores intervenientes na geração dos resíduos faz com que a definição da sua composição se torne difícil e ao mesmo tempo essencial.